# Phosphatfalle
Als Phosphatfalle bezeichnet man in der Limnologie die unter aeroben Bedingungen stattfindende fortwährende Ablagerung von Phosphat in Form von Fe(III)PO4 (Eisen(III)-phosphat) in das Sediment eines Sees.
In den oberflächennahen Wasserschichten wird Phosphat durch Primärproduktion von Algen gebunden und so, auch über die Nahrungskette, in die Form von Biomassepartikeln gebracht. Abgestorbene Algen und Wasserpflanzen, die in tiefere Wasserschichten absinken, setzen dort bei ihrem Zerfall das Phosphat wieder frei. Unter aeroben Bedingungen (mit Sauerstoff) können dort Fe(II)-Ionen zu Fe(III)-Ionen oxidiert werden, worauf hin sich das gelöste Phosphat mit den Fe(III)-Ionen zu Eisenphosphat (Fe(III)PO4) verbindet, welches auf Grund geringerer Löslichkeit und höherem pH-Wert ausfällt. Dieses Eisen(III)-Phosphat sinkt als Schlamm zu Boden und reichert sich dort zusammen mit anderen sedimentierenden Substanzen (zum Beispiel Calciumcarbonat und organischer  Detritus) an.
Oxidation von Fe(II) zu Fe(III):
Fe2+ → Fe3+ + 1e−
Phosphatfalle:
Fe3+ + PO43− → FePO4
So wird mit der Zeit immer mehr Phosphat am Grund des Sees gespeichert. Erst wenn über dem Seeboden kein Sauerstoff mehr vorhanden ist, wird das Eisen reduziert, das bis dahin „gefangene“ Phosphat wird wieder freigesetzt und in den Mineralstoffkreislauf des Sees zurückgeführt; dies kann zu einer Algenblüte führen, wenn das freigesetzte Phosphat im Zuge der Herbst- bzw. Frühlingszirkulation wieder in das Epilimnion (Oberflächenwasser) gelangt. Dadurch wiederum kann von der herabsinkenden Biomasse im Tiefenwasser (Hypolimnion) so viel Sauerstoff verbraucht werden, dass die Phosphatfalle dauerhaft außer Kraft gesetzt wird. Den Übergang in diesen Zustand bezeichnet man als Umkippen.
Reduktion von Fe(III) zu Fe(II):
Fe3+ + 1e− → Fe2+
Freisetzung des Phosphates:
FePO4 + 1e− → Fe2+ + PO43−